# Maurice H. Cottle
«Maurice H. Cottle» (1898-1982), médico otorrinolaringólogo, el que sería tal vez el cirujano nasal más influyente en el siglo XX.
Nació en Inglaterra en 1898, mudándose a Francia cuando tenía doce años y después en su adolescencia a Estados Unidos a Chicago, Illinois.
En Chicago, hizo sus estudios de medicina en el Eye, Ear, Nose and Throat Hospital. Su práctica de la medicina privada la llevó en esa misma ciudad y fue profesor en el departamento de Cabeza en el Hospital General de Chicago y director del Illinois Masonic Hospital and Medical Center.
En 1944, en el Illinois Masonic Hospital, el Dr Cottle impartió sus primeras clases de cirugía nasal, sus cursos de una semana de duración atrajeron a otorrinolaringólogos de todas partes de Estados Unidos y del resto del Mundo. En 1954 organizó y formó la American Rhinologic Society.
Además formó en 1965 otra asociación la International Rhinologic Society en Kioto, Japón.
Múltiples instrumentos quirúrgicos llevan su nombre y son de su autoría y es autor del abordaje nasal maxila-premaxila, el cual es utilizado actualmente para cualquier cirugía septal. Falleció en 1982.
- Datos: Q6006837